# Большой подорлик
Большо́й подо́рлик (лат. Clanga clanga) — вид птиц семейства ястребиных.

## Общая характеристика
Большой подорлик имеет длину тела 65—73 см и массу тела 1,6—3,2 кг. Половой диморфизм в окраске оперения не выражен, самки крупнее самцов. Редко встречается светлая форма. Экология вида изучена недостаточно. Большой подорлик несколько крупнее и темнее своего ближайшего родственника — малого подорлика, но в полевых условиях эти виды практически неразличимы. Оперение взрослых птиц (от трёх лет и старше) однотонное, тёмно-бурое, затылок и подхвостье окрашены несколько светлее. Маховые перья черноватые со светлыми основаниями внутренних опахал; рулевые перья — тёмно-бурые, иногда с черноватым поперечным рисунком. Изредка встречаются особи, у которых основной бурый цвет заменён охристо-желтоватым. У молодых особей оперение со светлыми каплевидными пятнами на верхней стороне тела, встречается также светлая вариация с преобладанием охристо-золотистого тона. В промежуточных нарядах постепенно уменьшается примесь охристых пестрин. Клюв и когти чёрные. Восковица и ноги жёлтые. Ноги оперены до самых пальцев.

## Распространение
Гнездится в Евразии от Финляндии, Польши, Венгрии и Румынии до Монголии, Китая и Пакистана. В России встречается от Калининграда до Приморья. Зимует в Индии, Иране и Индокитае. В Европе самая большая популяция этой птицы - в Беларуси(около 120-150 пар) в Полесье.

## Образ жизни
Большой подорлик обитает в смешанных лесах, а также возле пойменных лугов, болот, рек и озёр. Именно эти места являются для него отличными охотничьими угодьями. Чаще населяет равнины, но изредка встречается на высоте до 1000 м. Охотясь, подорлик парит на большой высоте или разыскивает добычу на земле.

### Питание
Пищей подорликам служат грызуны (большей частью водяные полёвки), пресмыкающиеся, земноводные и мелкие птицы.

### Размножение
Гнездится большой подорлик на деревьях. Одно гнездо птицы часто используют несколько раз. В мае самка откладывает 1—3, но чаще 2 пёстрых яйца. Первое и второе яйцо откладываются неодновременно, но насиживание начинается с первого яйца. Птенцы вылупляются спустя 40 дней насиживания. Младший птенец, вылупившийся из яйца, отложенного вторым, подвергается гонениям старшего и, как правило, погибает в первые две недели жизни. В возрасте 8—9 недель птенцы большого подорлика встают на крыло, и, в зависимости от места гнездования, в сентябре или октябре подорлики отлетают на зимовку. Возможно разведение этой птицы в неволе — она успешно содержится во многих зоопарках.

## Галерея

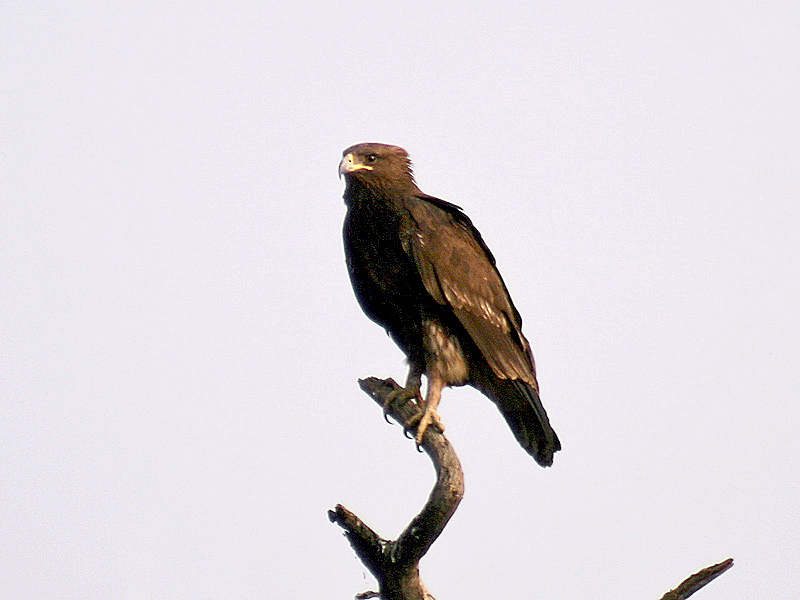
Большой подорлик в Индии
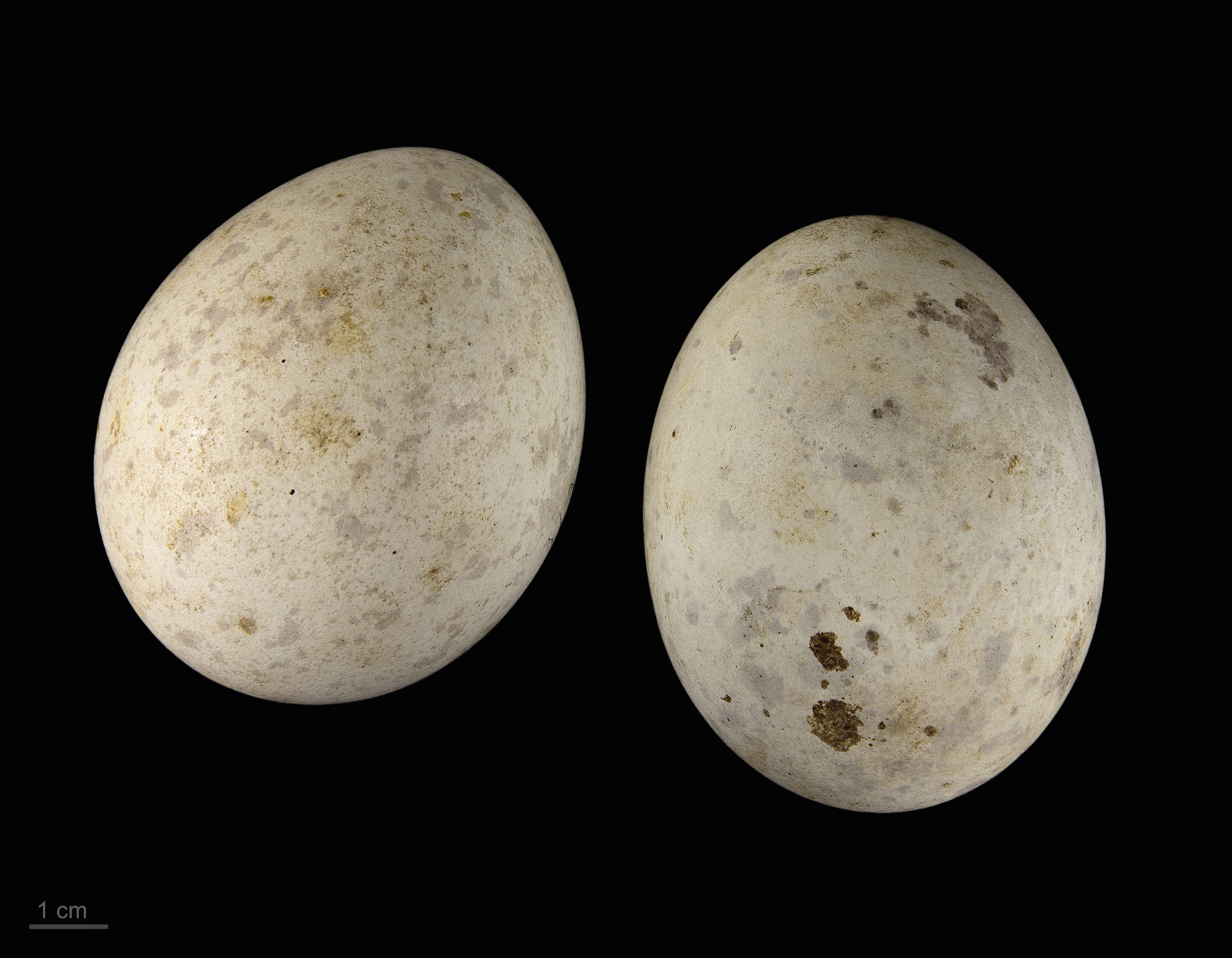
яйцо Clanga clanga - Тулузский музей